# Henvåltjärnen
Henvåltjärnen är en sjö i Härjedalens kommun i Härjedalen och ingår i Ljungans huvudavrinningsområde. Sjön har en area på 0,0673 kvadratkilometer och ligger 776,4 meter över havet. Henvåltjärnen ligger i Henvålen-Aloppan Natura 2000-område.

## Delavrinningsområde
Henvåltjärnen ingår i det delavrinningsområde (695559-138137) som SMHI kallar för Ovan Blankbäcken. Medelhöjden är 756 meter över havet och ytan är 15,76 kvadratkilometer. Räknas de 5 avrinningsområdena uppströms in blir den ackumulerade arean 58,7 kvadratkilometer. Aloppan som avvattnar avrinningsområdet har biflödesordning 2, vilket innebär att vattnet flödar genom totalt 2 vattendrag innan det når havet efter 296 kilometer. Avrinningsområdet består mestadels av skog (27 procent) och sankmarker (70 procent). Avrinningsområdet har 0,19 kvadratkilometer vattenytor vilket ger det en sjöprocent på 1,2 procent.